# Liste der Ortschaften im Bezirk Oberpullendorf
Die Liste der Ortschaften im Bezirk Oberpullendorf enthält die Gemeinden und ihre zugehörigen Ortschaften im burgenländischen Bezirk Oberpullendorf (in Klammern stehen die Einwohnerzahlen zum Stand 1. Jänner 2024):
- Deutschkreutz (2817)
  - Girm (349)

- Draßmarkt (970)
  - Karl (177)
  - Oberrabnitz (225)

- Frankenau-Unterpullendorf
  - Frankenau (417)
  - Großmutschen (147)
  - Kleinmutschen (93)
  - Unterpullendorf (451)

- Großwarasdorf (516)
  - Kleinwarasdorf (423)
  - Langental (93)
  - Nebersdorf (325)

- Horitschon (1365)
  - Unterpetersdorf (477)

- Kaisersdorf (603)

- Kobersdorf (1101)
  - Lindgraben (179)
  - Oberpetersdorf (591)

- Lackenbach (1155)

- Lackendorf (601)

- Lockenhaus (1087)
  - Glashütten bei Langeck im Burgenland (330)
  - Hammerteich (235)
  - Hochstraß (193)
  - Langeck im Burgenland (213)

- Lutzmannsburg (584)
  - Strebersdorf (253)

- Mannersdorf an der Rabnitz (579)
  - Klostermarienberg (328)
  - Liebing (213)
  - Rattersdorf (453)
  - Unterloisdorf (209)

- Markt Sankt Martin (802)
  - Landsee (280)
  - Neudorf bei Landsee (200)

- Neckenmarkt (1530)
  - Haschendorf (151)

- Neutal (1114)

- Nikitsch (719)
  - Kroatisch Geresdorf (363)
  - Kroatisch Minihof (324)

- Oberloisdorf (795)

- Oberpullendorf (2140)
  - Mitterpullendorf (1187)

- Pilgersdorf (574)
  - Bubendorf im Burgenland (267)
  - Deutsch Gerisdorf (184)
  - Kogl im Burgenland (96)
  - Lebenbrunn (125)
  - Salmannsdorf (123)
  - Steinbach im Burgenland (208)

- Piringsdorf (832)

- Raiding (903)

- Ritzing (926)

- Steinberg-Dörfl
  - Dörfl (531)
  - Steinberg (784)

- Stoob (1366)

- Unterfrauenhaid (646)

- Unterrabnitz-Schwendgraben
  - Schwendgraben (135)
  - Unterrabnitz (497)

- Weingraben (353)

- Weppersdorf (1062)
  - Kalkgruben (331)
  - Tschurndorf (507)